# Cerophysa javanensis
Cerophysa javanensis es un coleóptero de la familia Chrysomelidae.
Fue descrita científicamente en 1996 por Mohamedsaid.